# Церковь Франциска Ассизского (Вена)
Церковь Франциска Ассизского (известная также как «Церковь императорского юбилея», нем. Kaiserjubiläumskirche и «Мексиканская церковь», нем. Mexikokirche) — римско-католическая церковь в столице Австрийской республики Вене, в районе Леопольдштадт, по адресу: площадь Мексики, 12.
Церковь в неороманском стиле была заложена на берегу Дуная в ознаменование 50-летия вступления на престол императора Франца Иосифа и названа в честь его небесного покровителя — святого Франциска Ассизского. Первый камень в фундамент будущего храма был заложен 10 июня 1900 года. При торжественной закладке храма присутствовало 100 тысяч человек, сам 70-летний император Франц Иосиф лично трижды взмахнул молотком. Строительство храма продолжалось 15 лет — до 1913 года.
Монументальная трёхнефная базилика из серого кирпича с тяжёлой башней над средокрестием и двумя колокольнями на западном фасаде является одним из самых больших храмовых зданий Вены. Её красные черепичные крыши встречают въезжающих в Вену с севера и приплывающих по Дунаю. Профессор средневековой архитектуры Виктор Лунц, выигравший конкурс на строительство этого храма, вдохновлялся лучшими образцами рейнских соборов XIII—XV веков.
В левом крыле церкви расположена часовня Елизаветы, устроенная в память о гибели императрицы Сиси в Женеве. В скромном в целом интерьере храма привлекают внимание огромные золотые мозаики в византийском стиле.